# Торнаташ
 Торнаташ — деревня в Тукаевском районе Татарстана. Входит в состав Староабдуловского сельского поселения.

## География
Находится в северо-восточной части Татарстана на расстоянии приблизительно 25 км на юго-восток от районного центра города Набережные Челны у речки Иганя.

## История
Известна с 1748 года, до 1860-х годов часть жителей учитывалась как тептяри, в начале XX века уже была мечеть.
В «Списке населенных мест по сведениям 1870 года», изданном в 1877 году, населённый пункт упомянут как деревня Турнаташ 5-го стана Мензелинского уезда Уфимской губернии. Располагалась при речке Игине, между левой стороной почтового тракта из Мензелинска в Елабугу и правой — Бирско-Мамадышского, в 30 верстах от уездного города Мензелинска и в 25 верстах от становой квартиры в деревне Кузекеева (Кускеева). В деревне, в 34 дворах жили 223 человека (118 мужчин и 105 женщин, в том числе татары: 110 мужчин и 97 женщин, тептяри: 8 мужчин и 8 женщин), были мечеть, училище. Жители занимались пчеловодством.

## Население
Постоянных жителей было: в 1795 — 79 чел.; в 1816 — 42 души муж. пола; в 1834—101, в 1870—223, в 1906—434, в 1913—391, в 1920—411, в 1926—203, в 1938—312, в 1949—217, в 1958—189, в 1970—182, в 1979—130, в 1989 — 69, 51 в 2002 году (татары 94 %), 51 в 2010.